# Yksel Osmanovski
Yksel Osmanovski - em macedônio cirílico, Иксел Османовски e em turco, Yüksel Osmanoğlu (Malmö, 24 de fevereiro de 1977) é um ex-futebolista sueco que atuava como atacante.

## Carreira
Natural de Skrävlinge (subúrbio de Malmö), Osmanovski jogou por três equipes de sua cidade natal: Malmö BI, IFK Malmö e Malmö FF, sempre nas categorias de base. Foi neste último que ele profissionalizou-se em 1995, aos 18 anos.
Atuações destacadas pelo Malmö renderam sua contratação por parte do Bari, em 1998. Depois de 85 jogos pela equipe do sul da Itália, transferiu-se para o Torino, onde jogou somente 9 vezes.
Emprestado ao Bordeaux em 2002, Osmanovski teve outro desempenho apagado - em sete jogos, não marcou nenhum gol. No mesmo ano, voltou ao Torino, atuando em 13 partidas.
Retornou ao Malmö em 2004, fazendo parte do time que tornaria-se campeão sueco no ano seguinte. Em 2008, Osmanovski anuncia o encerramento de sua carreira como jogador, após o Malmö não ter renovado seu contrato.

## Seleção
Com a Seleção Sueca, Osmanovski estreou em 1998, mas fez sua primeira partida no ano seguinte, contra a Jamaica.[carece de fontes?] Alcançaria um feito histórico: tornou-se o primeiro muçulmano a jogar para os Blågult - embora seja sueco de nascimento, possui origens macedônia e turca.
Participou da Eurocopa de 2000, disputando as partidas contra Bélgica e Itália. Não foi convocado pela dupla de técnicos Lars Lagerbäck e Tommy Söderberg para a Copa de 2002, nem para a Copa de 2006, quando a Suécia era comandada apenas por Lagerbäck.